# Europa Cup (vrouwenhandbal) 1970/71
De European Champions Cup 1970/71 is de hoogste internationale club handbalcompetitie in Europa wat door de Internationale Handbalfederatie (IHF) organiseert.

## Deelnemers
| Eerste ronde | Eerste ronde |
| --- | --- |
| - VIF Dimitrov Sofia | - LC Brühl Handball |
| Achtste finale | |
| - HG København - SC Leipzig - 1. FC Nürnberg - US Ivry - Ferencvárosi TC - Fram Reykjavík - Maccabi A. Ramat-Gan - Lokomotiva Zagreb | - Swift Roermond - Brandval Idrettslag - Union Admira Landhaus - Otmęt Krapkowice - CSU Timișoara - Spartak Kyiv: Titelhouder - TJ Odeva Hlohovec |

## Eerste ronde
| Team 1            | Score | Team 2             | 1       | 2       |
| ----------------- | ----- | ------------------ | ------- | ------- |
| LC Brühl Handball | 14–36 | VIF Dimitrov Sofia | 06 – 13 | 08 – 23 |

## Achtste finale
| Team 1               | Score  | Team 2                | 1       | 2       |
| -------------------- | ------ | --------------------- | ------- | ------- |
| Spartak Kyiv         | 29–14  | Union Admira Landhaus | 13 – 09 | 16 – 05 |
| Otmęt Krapkowice     | 52–17  | US Ivry               | 21 – 04 | 31 – 13 |
| 1. FC Nürnberg       | 112–12 | Swift Roermond        | 05 – 03 | 07 – 09 |
| TJ Odeva Hlohovec    | 18–16  | Brandval Idrettslag   | 14 – 10 | 04 – 06 |
| Lokomotiva Zagreb    | 15–25  | CSU Timișoara         | 07 – 13 | 08 – 12 |
| HG København         | 26–22  | VIF Dimitrov Sofia    | 13 – 10 | 13 – 12 |
| Maccabi A. Ramat-Gan | 21–34  | Fram Reykjavík        | 10 – 15 | 11 – 19 |
| Ferencvárosi TC      | 23–20  | SC Leipzig            | 07 – 11 | 16 – 09 |

- 1 1. FC Nürnberg door met uitgoals.

## Kwartfinale
| Team 1           | Score  | Team 2            | 1       | 2       |
| ---------------- | ------ | ----------------- | ------- | ------- |
| Otmęt Krapkowice | 22–42  | Spartak Kyiv      | 11 – 18 | 11 – 24 |
| 1. FC Nürnberg   | 24–19  | TJ Odeva Hlohovec | 14 – 09 | 10 – 10 |
| HG København     | 220–20 | CSU Timișoara     | 10 – 06 | 10 – 14 |
| Fram Reykjavík   | 05–21  | Ferencvárosi TC   | 05 – 21 | 3       |

- 2 HG København door met uitgoals.
- 3 Fram Reykjavík ziet af voor returnronde.

## Halve finale
| Team 1         | Score | Team 2          | 1       | 2       |
| -------------- | ----- | --------------- | ------- | ------- |
| 1. FC Nürnberg | 16–20 | Spartak Kyiv    | 10 – 05 | 06 – 15 |
| HG København   | 16–18 | Ferencvárosi TC | 09 – 04 | 07 – 14 |

## Finale
| 4 april 1971 | Spartak Kyiv | 11–9 | Ferencvárosi TC | Bratislava, Tsjecho-Slowakije |
| 4 april 1971 |              |      |                 | Bratislava, Tsjecho-Slowakije |
| 4 april 1971 |              |      |                 | Bratislava, Tsjecho-Slowakije |

|              |
|              |
| Spartak Kyiv |
| 2de titel    |